# Molliens-Dreuil
Molliens-Dreuil je francouzská obec v departementu Somme v regionu Hauts-de-France. V roce 2012 zde žilo 810 obyvatel.

## Sousední obce
Bougainville, Camps-en-Amiénois, Hornoy-le-Bourg, Montagne-Fayel, Oissy, Riencourt, Saint-Aubin-Montenoy

## Vývoj počtu obyvatel
Počet obyvatel